# پایال کاپادیا (فیلم‌ساز)
پایال کاپادیا (انگلیسی: Payal Kapadia؛ زادهٔ ۱۹۸۶) فیلم‌ساز هندی است. در سال ۲۰۱۷، فیلم کوتاه او، یعنی ابرهای بعد از ظهر، تنها فیلم هندی برگزیده هفتادمین جشنواره فیلم کن بود. در سال ۲۰۲۱، او جایزه چشم طلایی بهترین فیلم مستند را در هفتاد و چهارمین جشنواره فیلم کن برای نخستین فیلم بلندش شب دانستن هیچ دریافت کرد.
او جایزه بزرگ جشنواره فیلم کن ۲۰۲۴ را برای نخستین فیلم داستانی‌اش همه آنچه به‌عنوان نور تصور می‌کنیم برنده شد. این فیلم همچنین برای او نامزدی جایزه گلدن گلوب بهترین کارگردانی را به همراه داشت.وی در جشنواره فیلم کن ۲۰۲۵ عضوی از هیئت داوران است.